# مات كيث
مات كيث هو لاعب هوكي الجليد كندي، ولد في 11 أبريل 1983 في كندا.

## وصلات خارجية
- مات كيث على موقع دوري الهوكي الوطني (الإنجليزية)
- مات كيث على موقع EliteProspects.com (الإنجليزية)
- مات كيث على موقع Eurohockey.com (الإنجليزية)
- مات كيث على موقع HockeyDB.com (الإنجليزية)
- مات كيث على موقع Hockey-Reference.com (الإنجليزية)